# Titularbistum Castellum in Numidia
Castellum in Numidia (ital.: Castello di Numidia) ist ein Titularbistum der römisch-katholischen Kirche.
Die in Nordafrika gelegene Stadt war ein alter römischer Bischofssitz, der im 7. Jahrhundert mit der islamischen Expansion unterging. Dieser lag in der römischen Provinz Numidien.
| Titularbischöfe von Castellum in Numidia |                                             |                                                               |                   |                    |
| Nr.                                      | Name                                        | Amt                                                           | von               | bis                |
| 1                                        | Luigi Maffeo Titularerzbischof pro hac vice | Militärerzbischof von Italien                                 | 16. Januar 1966   | 7. Mai 1971        |
| 2                                        | Tamás Jung                                  | Apostolischer Administrator von Jugoslavenska Banat (Serbien) | 22. Dezember 1971 | 5. Dezember 1992   |
| 3                                        | Donato De Bonis                             | Prälat des Malteserordens (Italien)                           | 25. März 1993     | 23. April 2001     |
| 4                                        | Peter Hla                                   | Weihbischof in Taunggyi (Myanmar)                             | 13. März 2001     | 15. Dezember 2005  |
| 5                                        | Antonio Di Donna                            | Weihbischof in Neapel (Italien)                               | 4. Oktober 2007   | 18. September 2013 |
| 6                                        | Pedro Javier Torres                         | Weihbischof in Córdoba (Argentinien)                          | 16. November 2013 | 11. November 2022  |
| 7                                        | Anthony Narh Asare                          | Weihbischof in Accra (Ghana)                                  | 14. Februar 2023  |                    |